# Scotomizzazione
La scotomizzazione è l'atto psicologico dello scotomizzare. Estensione del concetto oculistico di scotoma da cui eredita l'etimo (derivazione dal greco antico σκότωμα, "oscuramento", "ottenebramento"), indica anzitutto il meccanismo di difesa psicotico di negazione inconscia, con cui «il soggetto occulta o esclude dall'ambito della sua coscienza o della memoria un evento o un ricordo a contenuto penoso o sgradevole.»

## Utilizzo dell'espressione
Quest'accezione psicoanalitica e psicodinamica del «non percepire un elemento presente nella situazione e che potrebbe generare ansia» non ne esaurisce l'intera gamma di senso. Infatti esiste anche una scotomizzazione d'origine intellettiva, per dissonanza cognitiva o per fissazione cognitiva, studiata dalla psicologia cognitiva e dalla psicologia sociale. In questo caso si tratta di pregiudizi e stereotipi mentali, di "preconcetti" o "precomprensioni" (Vorverständnisse) nel significato ermeneutico di Gadamer, i quali limitano la capacità di prendere in considerazione e di prestare attenzione ad ulteriori dati disponibili in un determinato contesto.